# Cordilheira de Guanacaste
A Cordilheiras de Guanacaste, também chamada de Guanacaste Cordillera, são uma cordilheira vulcânica no norte da Costa Rica, próximo a fronteira com a Nicarágua. A cordilheira percorre 110km, no sentido noroeste para o sudeste, e contém os mais complexos Estratovulcão. A cordilheira faz parte da região sul da Divisória Continental da América do Norte, com o seu mais pico no Vulcão Miravalles há 2,028m.
A hidrografia da cordilheira é drenada pelo Mar do Caribe (rios Guacalito e Zapote) e o Oceano Pacífico (Blanco, Tenório, Martirio, Corobiá e San Lorenzo).
Áreas protegidas na cordilheira incluem o Parque Nacional Guanacaste criado em 1991 e a Zona de Conservação de Guanacaste inclusa pela UNESCO como Património Mundial em dezembro de
1999.
A cordilheira contém áreas de significância ecológica, como a Reserva Florestal de Miravalles, planícies e cânions que podem ser vistos da planície de Guanacaste, áreas ricas em epífitas, samambaias e palmeiras; e áreas de atividades geotérmicas que são exploradas pelas usinas de energia. A energia geotérmica explorada em Guanacaste soma 18% da eletricidade da Costa Rica e também exporta para a Nicarágua e Panamá.
A Cordilheira de Guanacaste é dividida em dois setores:
1. La Cordillera Volcánica: formado por uma série de edifícios vulcânicos que começam com o Vulcão Orosi e termina no Vulcão Arenal.
2. La Sierra Minera: depressões localizadas entre Arenal e Tapezco.